# Емільянув (Пшисуський повіт)
Емільянув (пол. Emilianów) — село в Польщі, у гміні Одживул Пшисуського повіту Мазовецького воєводства.
У 1975-1998 роках село належало до Радомського воєводства.